# 健全ロボ ダイミダラー (曲)
「健全ロボ ダイミダラー」（けんぜんロボ ダイミダラー）は、遠藤会のデビューシングル。2014年4月23日にLantisから発売された。

## 収録曲
全作曲：遠藤正明
1. 健全ロボ ダイミダラー [3:55]
作詞：milktub、編曲：宮崎京一
  - テレビアニメ「健全ロボ ダイミダラー」オープニング・テーマ
2. 遠藤会のテーマ 〜うかれっぱなしのMY SOUL〜 [4:23]
作詞：鷲崎健、編曲：鈴木マサキ
3. 健全ロボ ダイミダラー (Off Vocal)
4. 遠藤会のテーマ 〜うかれっぱなしのMY SOUL〜 (Off Vocal)

## 実録 遠藤会事件 横浜死闘編
『実録 遠藤会事件 横浜死闘編』（じつろく えんどうかいじけん よこはましとうへん）は、2014年6月29日に発売された遠藤会のDVDシングル。

### 解説
PVの監督は福居英晃。

### 収録曲
1. 「健全ロボ ダイミダラー」Music Clip
2. 「健全ロボ ダイミダラー」Music Clip Making